# Фторноватистая кислота
Фторноватистая кислота (фтороксигенат(0) водорода) — неорганическое соединение HOF, в котором формальная степень окисления кислорода равна 0. Название получила по аналогии с хлорноватистой кислотой. Кислотных свойств не проявляет, солей не образует, однако существуют ковалентные производные формального замещения водорода, называемые гипофторитами.

## Строение
Угол H-O-F составляет 97°. Длина связей H—O равна 0,0964 нм, у O—F — 0,1442 нм.

## Получение
Данное соединение впервые удалось получить М. Студьеру и Э. Эплмену в 1971 г. фторированием льда при −40 °C:
{\displaystyle {\mathsf {F_{2}+H_{2}O\rightarrow HOF+HF}}}

## Свойства
Светло-желтая жидкость, ниже −117 °С застывающая в бесцветные кристаллы. Кипит, разлагаясь, при 19 °С.
Взрывоопасна, разлагается на фтороводород и кислород:
{\displaystyle {\mathsf {2HOF\rightarrow 2HF+O_{2}}}}

## Химические свойства
Сильный окислитель. Реагирует с водой с образованием пероксида водорода и фтороводорода:
{\displaystyle {\mathsf {HFO+H_{2}O\rightarrow H_{2}O_{2}+HF}}}
Со фтором реагирует с образованием фторида кислорода:
{\displaystyle {\mathsf {HFO+F_{2}\rightarrow OF_{2}\uparrow +HF}}}
С фторидом кислорода(II) даёт диоксидифторид:
{\displaystyle {\mathsf {HFO+OF_{2}\rightarrow O_{2}F_{2}\uparrow +HF}}}
С ацетонитрилом дает относительно стабильный в растворе комплекс 1:1.

## Применение
Комплекс с ацетонитрилом предложен как очень эффективный эпоксидирующий агент для алкенов (в том числе пространственно затрудненных).